# Albert Becké
Albert Becké (vollständiger Name Karl Albert Becké; * 24. November 1842 in Hannover; † 1920) war ein deutscher Architekt und Ingenieur sowie Eisenbahn-Direktor in Rostock, wo er die Direktion des international agierenden Deutsch-Nordischen Lloyds innehatte.

## Leben

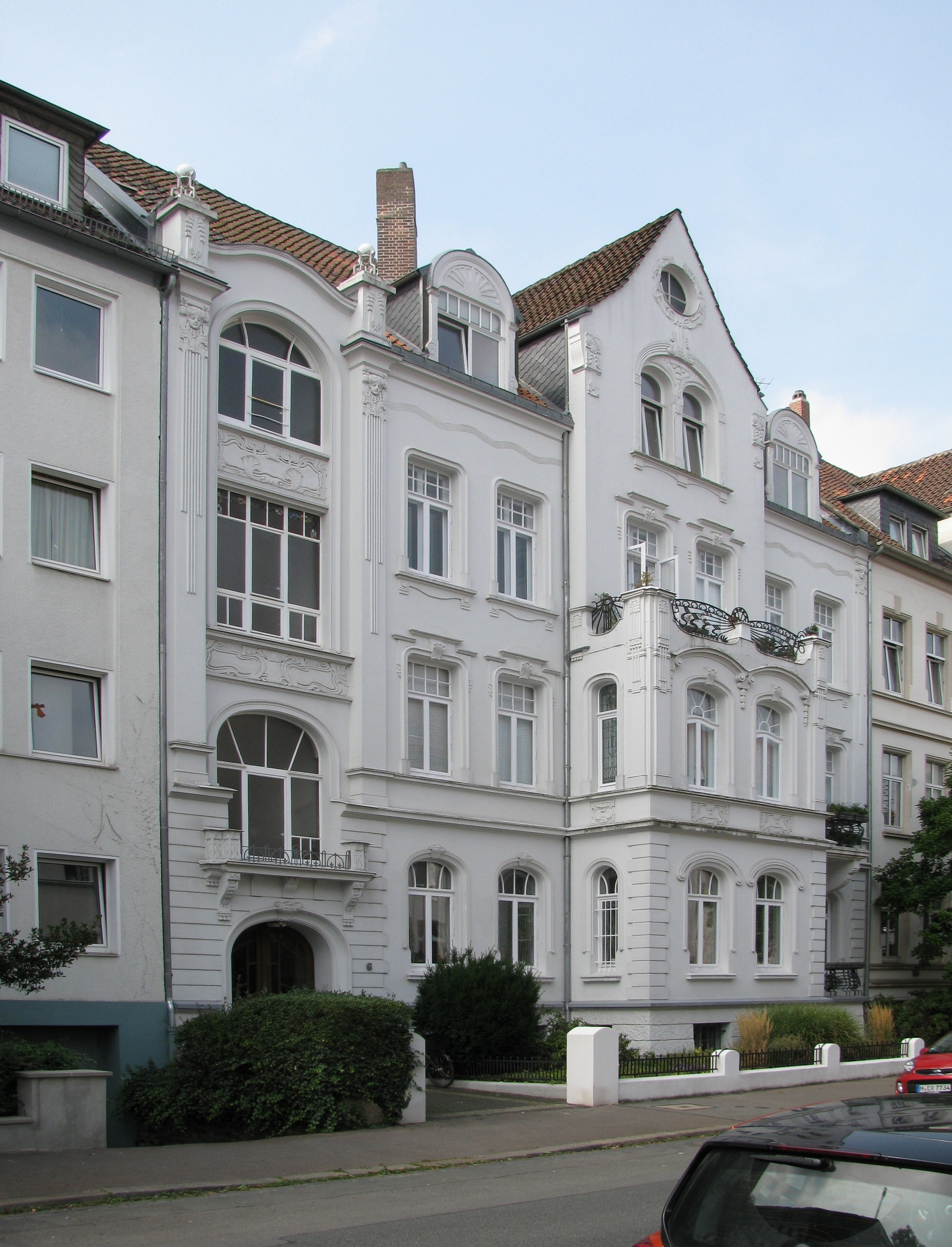
Zeitweiliger Wohnsitz Beckés war die Scharnhorststraße 6 im Stadtteil Hannover-Zoo

Albert Becké entstammte einer vermutlich aus Frankreich geflohenen Familie von Hugenotten, die anfangs in Leiningen im Elsass wohnten. Die ehemals französische Schreibweise ihres Namens lautete Becquée, von denen zwei Vorfahren als Juristen in Göttingen lebten. Albert Becké wurde 1842 in der Residenzstadt des Königreichs Hannover geboren als Sohn des Packhof-Verwalters Becké (1802–1880).
Nach seinem Schulbesuch studierte Becké in den Jahren von 1860 bis 1866 an der damaligen Polytechnischen Schule in Hannover unter der Matrikel Nummer 3289 als Schüler von Conrad Wilhelm Hase.
1871 verzeichnete der Architekten- und Ingenieur-Verein Hannover sein Mitglied Becké als Ingenieur. Im Folgejahr 1872 legte der der – nunmehr preußische – Bauführer Albert Becké seine Prüfung als Baumeister ab.
In Harburg bei Hamburg, wo Becké eine Zeitlang im Dienst der Eisenbahn tätig war, wurde ihm in der Gründerzeit des Deutschen Kaiserreichs am 15. Dezember 1878 der spätere Jurist, Stadtdirektor und Oberbürgermeister von Bremerhaven Karl Alfred Waldemar Becké geboren.
Zuletzt arbeitete Albert Becké als Leiter der Eisenbahndirektion in Rostock. 1890 leitete er als erster Direktor gemeinsam mit dem „[...] Hofrat Schlaaf“ und unter dem Aufsichtsrat und dessen Vorsitzenden, dem Rostocker Bürgermeister Georg Friedrich Adolf Simonis, das Unternehmen Deutsch-Nordischer Lloyd. Die Firma war eine international tätige „[...] Eisenbahn- und Dampfschiffahrts-Ges. [...] für Bau und Betrieb der Vollbahn Neustrelitz-Rostock-Warnemünde“, war – neben dem Bau und Betrieb weiterer Bahnlinien – unter anderem zuständig für die „[...] Herstellung und Betrieb einer regelmäßigen Dampferlinie von Warnemünde nach dem dänischen Hafen Gedser auf Falster“. Zur Mittelbeschaffung arbeitete die Gesellschaft auch mit der in Brüssel sitzenden belgischen Eisenbahn-Gesellschaft Societé Belge de Chemin de Fer zusammen.
Wohlhabend geworden, konnte er sich schon im Alter von nur 50 Lebensjahren zur Ruhe setzen und ab 1892 wieder in seiner Heimatstadt Hannover wohnen.
1904 war Albert Becké der erste Mieter des im selben Jahr durch den Architekten Friedrich Ernst Brauns in Hannover errichteten – und bis heute erhaltenen – Miet-Wohnhauses unter der Adresse Scharnhorststraße 6 – in dem Friedrich Brauns ab 1919 dann selber wohnte.

## Auszeichnungen
- Dannebrogorden, Ritter (28. März 1894)[8]